# Puy de Sancy
Puy de Sancy (1885 m n.p.m.) – wygasły wulkan w masywie Sancy (Francja), stanowi najwyższy szczyt Masywu Centralnego. 
Puy de Sancy to typowy stratowulkan. Jego aktywność wulkaniczna zakończyła się około 220 tys. lat temu. Ze zboczy góry wypływają dwa potoki Dore i Dogne, które łączą się tworząc rzekę Dordogne.
Do podnóży góry doprowadzona jest droga z pobliskiego miasta Mont-Dore, na szczyt prowadzi szlak pieszy. Można się tam także dostać koleją linową. W masywie Puy de Sancy znajdują się dwie znane stacje sportów zimowych: Super Besse i Mont-Dore.
Szczyt położony jest na obszarze Regionalnego Parku Przyrody Wulkanów Owernii.